# International Track and Field: Summer Games
International Track and Field: Summer Games (International Track and Field 2000 aux États-Unis, Ganbare! Nippon! Olympics 2000 au Japon, International Track and Field 2 en Europe sur PlayStation) est un jeu vidéo de sport sorti en 2000 et fonctionne sur Nintendo 64, PlayStation et Game Boy Color. Le jeu a été développé et édité par Konami.

## Accueil
- Jeuxvideo.com : 11/20 (N64)[1] - 16/20 (GBC)[2]